# مدينة سدير للصناعة والأعمال
مدينة سدير للصناعة والأعمال، هي مدينة صناعية، مساحتها 258 كيلومترًا مربعًا، وتتمتع بموقع استراتيجي هام، فهي تبعد مسافة 150 كم عن طريق الرياض و 160 كم من القصيم. الموقع محاط بأكثر من 30 مدينة وقرية يتجاوز عدد سكانها 100000 نسمة. بدأت أعمال الإنشاء في عام 2009، وتبلغ عدد المصانع 293 مصنعًا بين المنجز والمنتج والمتوقع تأسيسه.

## الموقع
تقع المدينة مباشرة على الطريق الذي يربط مدينة الرياض بالجزء الشمالي من المملكة العربية السعودية والذي يتربط بشبكة الطرق. بالإضافة إلى ذلك، يقع مطار الرياض بالقرب من الموقع، حيث سيتم إنشاء الميناء الجاف في مدينة سدير، فضلاً إلى امتياز وجود خط السكة الحديدية البري الجنوبي - الشمالي الذي يربط وسط المملكة العربية السعودية، وجنوب الرياض، مع الحدود الشمالية، وستتألف الصناعات في الغالب من الصناعات الخفيفة إلى المتوسطة، حيث تشير الخطة الرئيسة إلى مواقع الصناعات ذات الصلة. تتماشى الصناعات المستهدفة التي تم تحديدها في سدير مع جميع المبادرات الجارية حاليًا في المملكة العربية السعودية ومع الاستراتيجية الصناعية الوطنية للمملكة العربية السعودية . من المتوقع أن تكون سدير بمثابة موقعًا مكملاً للمدن الاقتصادية التي جرى التخطيط لها بسبب موقعها المركزي وقربها من العاصمة. والمفهوم الأساسي للتقسيم هو تقسيم الموقع إلى منطقتين في الغالب: سكنية وصناعية.